# Gocheok Sky Dome
Gocheok Sky Dome (tiếng Hàn: 고척스카이돔) là một sân vận động bóng chày dạng vòm nằm ở Gocheok-dong, Seoul, Hàn Quốc. Đây là sân nhà của câu lạc bộ KBO Kiwoom Heroes. Sân vận động chủ yếu được sử dụng cho các trận đấu bóng chày. Sân có sức chứa 16.813 khán giả cho các trận đấu bóng chày. Sân được khánh thành vào ngày 15 tháng 9 năm 2015, thay thế cho Sân vận động bóng chày Dongdaemun. Đây cũng là địa điểm tổ chức buổi hòa nhạc, với sức chứa khoảng 25.000 khán giả.
Năm 2017, Gocheok Dome đã tổ chức các trận đấu bảng A của vòng 1 của World Baseball Classic 2017, bảng đấu có sự góp mặt của chủ nhà Hàn Quốc, Đài Bắc Trung Hoa, Hà Lan và Israel.
Năm 2019, sân vận động này đã tổ chức các trận đấu bảng C của vòng mở màn của WBSC Premier12 2019. Bảng C bao gồm chủ nhà Hàn Quốc, Cuba, Úc và Canada. Tất cả sáu trận đấu của bảng C đều được tổ chức tại đây. Hàn Quốc giành quyền vào vòng chung kết với tư cách là đội đứng đầu bảng với ba trận toàn thắng ở bảng C của vòng mở màn.
Năm 2020, tất cả các trận đấu của Korean Series 2020 đều được tổ chức tại Gocheok Dome. Sau đó, tất cả các trận đấu của Korean Series 2021 cũng được tổ chức tại đây do đại dịch COVID-19.

## Danh sách các sự kiện giải trí
| Ngày 10 tháng 10              | EXO                   | —                                                 | 22.000 |  |
| Ngày 12 tháng 12              | —                     | Super Seoul Dream Concert                         | —      |  |
| Ngày 30 tháng 12              | —                     | KBS Song Festival                                 | —      |  |
| 2016                          |                       |                                                   |        |  |
| Ngày 12 và 13 tháng 11        | BTS                   | BTS 3RD Muster [ARMY.ZIP +]                       | 38.000 |  |
| Ngày 19 tháng 11              | —                     | Melon Music Awards lần thứ 8                      | —      |  |
| Ngày 27 tháng 11              | —                     | Super Seoul Dream Concert                         | 20.000 |  |
| 2017                          |                       |                                                   |        |  |
| Ngày 7 và ngày 8 tháng 1      | Big Bang              | 0.TO.10                                           | 64.000 |  |
| Ngày 11 tháng 1               | Metallica             | WorldWired Tour                                   | 18.000 |  |
| Ngày 18 và 19 tháng 2         | BTS                   | 2017 BTS Live Trilogy Episode III: The Wings Tour | 40.000 |  |
| Ngày 10 tháng 6               | Britney Spears        | Britney Spears: Piece of Me Tour                  | 12.000 |  |
| Ngày 7 tháng 8                | Wanna One             | Wanna One Premier Show-con                        | 20.000 |  |
| Ngày 15 tháng 8               | Ariana Grande         | Dangerous Woman Tour                              | 19.422 |  |
| Ngày 23 tháng 9               | Sechs Kies            | 20th Anniversary Concert                          | —      |  |
| Ngày 24, 25 và 26 tháng 11    | EXO                   | Exo Planet 4 – The EℓyXiOn                        | 66.000 |  |
| Ngày 2 tháng 12               | —                     | Melon Music Awards lần thứ 9                      | —      |  |
| Ngày 8, 9 và 10 tháng 12      | BTS                   | 2017 BTS Live Trilogy Episode III: The Wings Tour | 60.000 |  |
| Ngày 25 tháng 12              | —                     | SBS Gayo Daejeon                                  | —      |  |
| Ngày 30 và 31 tháng 12        | Big Bang              | Last Dance Tour                                   | 70.000 |  |
| 2018                          |                       |                                                   |        |  |
| Ngày 13 và 14 tháng 1         | BTS                   | BTS 4th Muster [Memory Cloud]                     |        |  |
| Ngày 25 tháng 1               | —                     | 27th Seoul Music Awards                           | —      |  |
| Ngày 6 tháng 4                | Katy Perry            | Witness: The Tour                                 | —      |  |
| Ngày 1, 2 và 3 tháng 6        | Wanna One             | Wanna One World Tour One: The World               | 60,000 |  |
| Ngày 13, 14 và 15 tháng 7     | EXO                   | Exo Planet 4 – The EℓyXiOn                        | 66.000 |  |
| Ngày 9 tháng 10               | Sam Smith             | The Thrill of It All Tour                         | —      |  |
| Ngày 1 tháng 12               | —                     | Melon Music Awards lần thứ 10                     | —      |  |
| Ngày 25 tháng 12              | —                     | SBS Gayo Daejeon                                  | —      |  |
| 2019                          |                       |                                                   |        |  |
| Ngày 5 và 6 tháng 1           | —                     | 33rd Golden Disc Awards                           | —      |  |
| Ngày 24, 25, 26 và 27 tháng 1 | Wanna One             | Wanna One Final Concert: Therefore                | —      |  |
| Ngày 27 tháng 2               | Maroon 5              | Red Pill Blues Tour                               | —      |  |
| Ngày 27 tháng 8               | X1                    | X1 Debut Showcase                                 | —      |  |
| Ngày 8 tháng 12               | U2                    | The Joshua Tree Tour 2019                         | —      |  |
| 2020                          |                       |                                                   |        |  |
| Ngày 18 và 19 tháng 1         | Queen                 | The Rhapsody Tour                                 | —      |  |
| 2023                          |                       |                                                   |        |  |
| Ngày 16 và 17 tháng 9         | Blackpink             | Born Pink World Tour                              | 35.391 |  |
| Ngày 1, 2, 3 tháng 6          | NCT Dream             | THE DREAM SHOW2 : In YOUR DREAM                   | 60.000 |  |
| Ngày 19 tháng 11              | Liên Minh Huyền Thoại | Worlds 2023, WBG vs T1                            | —      |  |
| Ngày 21 và 22 tháng 2         | Seventeen             | SEVENTEEN TOUR 'FOLLOW'                           | 34,968 |  |